# Natalie R. Jones
Natalie Reiff Jones (* 27. November 1924 in Long Island; † 16. September 2014 in Bel-Air, Los Angeles) war eine US-amerikanische Korrespondentin und Filmproduzentin.
Jones arbeitete seit ihrem 18. Lebensjahr für verschiedene Zeitungen. Nach Zwischenstationen in Los Angeles und New York City in verschiedenen Anstellungen traf sie im Alter von 25 Jahren Eugene S. Jones, ihren späteren Ehemann, mit dem sie mehr als 60 Jahre verheiratet war. Gemeinsam waren sie als Korrespondenten in der gesamten Welt tätig. Jones wurde 1952 die erste US-amerikanische ständige Auslandskorrespondentin für das US-amerikanische Fernsehen. Mehrmals geriet sie in lebensgefährliche Situationen, berichtete aus internationalen Krisen- und Kriegsgebieten, interviewte wichtige Persönlichkeiten wie den Papst und diverse Staatsoberhäupter. Ihren Nachlass überließ sie gemeinnützigen Zwecken sowie medizinischen Einrichtungen und Forschungsverbünden, ihre gesammelte Kunst auch Museen.
1974 produzierte Jones die Dokumentation The Wild and the Brave, der von ihrem Mann inszeniert wurde. Bei der Oscarverleihung 1975 wurden die beiden hierfür in der Kategorie Bester Dokumentarfilm für den Oscar nominiert. 1980 war sie auch an dem Spielfilm Weiße Hölle (High Ice) als Produzentin beteiligt und sie wirkte an der Storyentwicklung mit. Erneut übernahm ihr Mann die Regie.
Eine ihrer ersten gemeinsamen Produktionen, die während ihrer journalistischen Arbeit entstand, war A Face of War aus dem Jahr 1968, für den die beiden breite Anerkennung erhielten. 1973 entstand in Uganda The Wild and the Brave, der ursprünglich mit Two Men of Karamoja betitelt war. Während der Dreharbeiten gerieten sie in Gefangenschaft und es bestand die Gefahr einer Hinrichtung. 1974 wurde Film mit dem Christopher Award ausgezeichnet.
Jones starb in ihrem Zuhause infolge eines Kreislaufstillstands. Ihr Ehemann verstarb am 2. Oktober 2020 im Alter von 95 Jahren.